# 巴拉科沃區

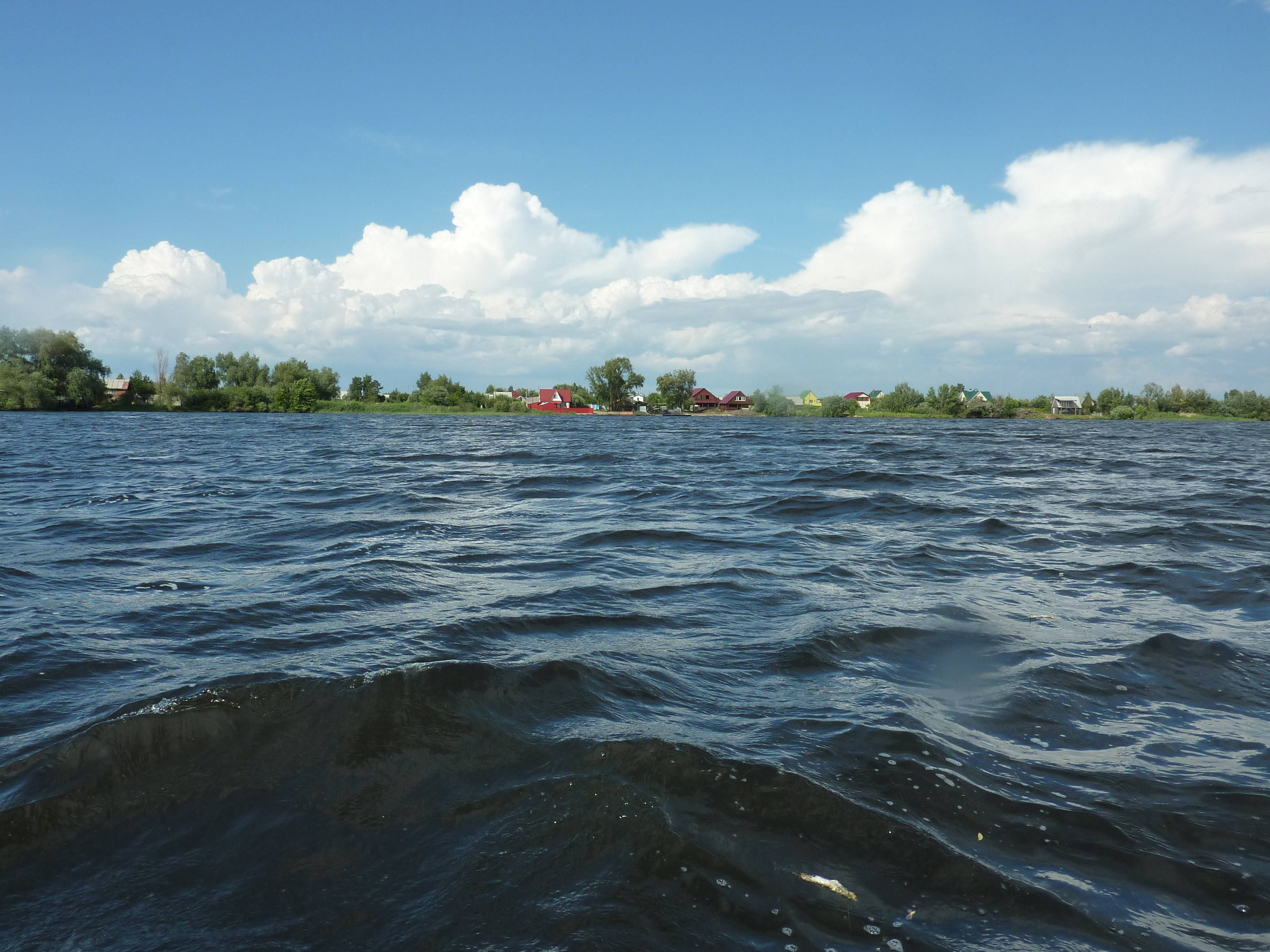

52°02′N 47°47′E / 52.033°N 47.783°E
巴拉科沃區（俄语：Балаковский район），是俄羅斯的一個區，位於該國西南部，由薩拉托夫州負責管轄，面積3,100平方公里，2010年人口19,617，人口密度每平方公里6.33人。